# Liis Emajõe
Liis Emajõe (* 21. August 1991) ist eine ehemalige estnische Fußballspielerin.
Emajõe spielte von 2008 bis 2009 für den FC Lootos Põlva in der ersten estnischen Frauenfußballliga und wechselte dann zum FC Flora Tallinn. Dort spielte sie bis Mitte 2013, als sie in die Vereinigten Staaten an die University of Maine wechselte und für deren Mannschaft Maine Black Bears spielte. Im Jahr 2015 beendete sie ihre Laufbahn. Im Jahr 2007 wurde sie erstmals in der Frauen-Nationalmannschaft Estlands eingesetzt und bestritt bis 2014 insgesamt 29 Länderspiele.